# دیکسی، شهرستان آیداهو، آیداهو
دیکسی (به انگلیسی: Dixie) یک منطقهٔ مسکونی در ایالات متحده آمریکا است که در شهرستان آیداهو، آیداهو واقع شده است. دیکسی ۱٬۷۱۳٫۰ متر بالاتر از سطح دریا قرار دارد.